# Yoann

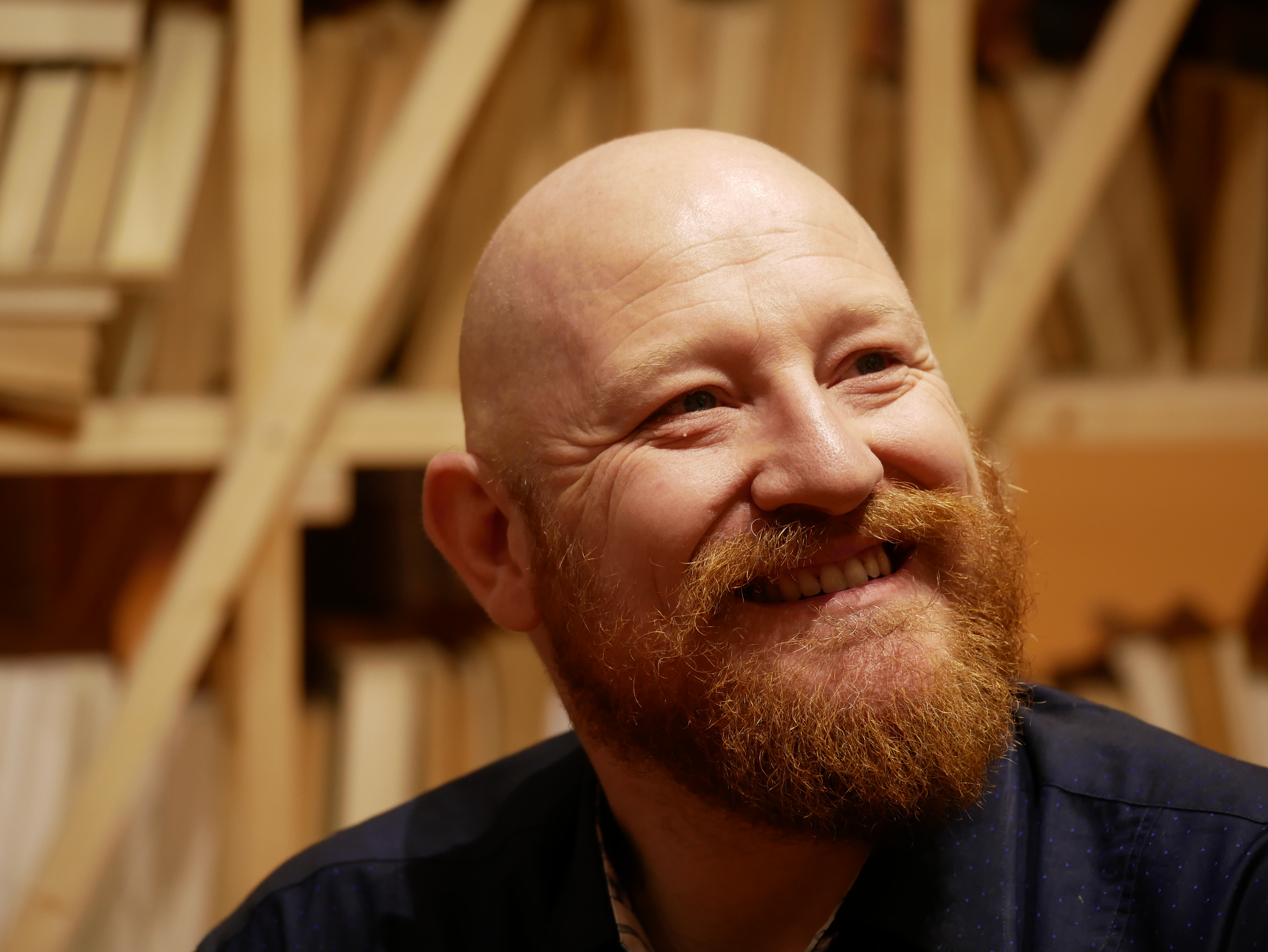
Yoann Chivard, 2017

Yoann Chivard alias Yoann (Künstlername) (* 8. Oktober 1971 in Alençon) ist ein französischer Comiczeichner.
Mit Eric Omond veröffentlichte er 1997 Toto das Schnabeltier und in der Folge weitere Werke, darunter Nini Rezergoude für den japanischen Verlag Kōdansha. 2000 zeichnete er einen Band in der Reihe Donjon Monster. Mit Fabien Vehlmann schuf er 2006 den ersten Band der One Shot Collection für die Serie Spirou und Fantasio. Anfang 2009 wurde bekannt, dass dieses Autoren-Team die Serie fortführen werde. Bisher sind von ihnen die Bände 49 bis 53 der regulären Serie bei Carlsen erschienen (die Zählung der Bände weicht von der Originalausgabe bei Dupuis ab).